# Prvenstvo Hrvatske u odbojci za žene 1994./95.
Prvenstvo Hrvatske u odbojci za žene za sezonu 1994./95. je četvrti put zaredom osvojila ekipa Mladosti iz Zagreba. 

## Konačni poredak
1. Mladost - Zagreb
2. Pula - Istarska banka - Pula
3. Rijeka - Rijeka
4. Željezničar - Osijek
5. Student - Osijek
6. Kaštela - Kaštelanska rivijera - Kaštel Stari
7. Viadukt - Zagreb
8. Ekonomoist - Sisak
9. Split - Split
10. Rječina - Dražice - Rijeka
11. Dubrovnik - Dubrovnik
12. Cvijeta Zuzorić - Dubrovnik
13. Veli Vrh - Pula
14. Poreč - Poreč
15. Akademičar - Zagreb
16. Kastav - Kastav
17. Karlovac - Karlovac
18. Čepin - Čepin
19. Brda - Kaštel Lukšić - Split
20. Čazma - Čazma
21. Šibenik - Šibenik
22. Spačva - Vinkovci
23. Zadranke - Zadar
24. Metaval - Sisak
25. Rovinj - Rovinj